# Caparrut aranès
El caparrut aranès (Carterocephalus palaemon), també anomenat caparrut d’Aran, és una espècie de lepidòpter papilionoïdeu de la família dels hespèrids (Hesperiidae) present als Països Catalans.

## Distribució
Present a gran part d'Europa, des del nord de la península Ibèrica, nord d'Itàlia i els Balcans fins al nord d'Escandinàvia, nord de Finlàndia i nord-oest de la Rússia europea. També present al nord d'Àsia fins al Japó, així com a Amèrica del Nord. Absent de les principals illes mediterrànies, mentre que a les illes Britàniques només és present a l'oest d'Escòcia. A la península Ibèrica presenta tres únics nuclis reproductors aïllats entre sí, a les muntanyes de l'interior d'Astúries, a la Serra de Salbada, a l'extrem nord-oest de la província d'Àlaba, i a la Vall d'Aran, única part de Catalunya on es pot trobar l'espècie. A la Vall d'Aran s'hi troben nombroses poblacions ben repartides per tot el territori i, tot i que moltes d'elles són petites, aparentment es mantenen estables des de les primeres observacions efectuades als anys 60 del segle xx.

## Descripció
Envergadura alar d'entre 23 i 26 mm. Dimorfisme sexual poc aparent, en ser la femella lleugerament més gran. Anvers de color bru fosc amb nombroses taques ataronjades formant diverses bandes en ambdues ales. Revers de l'ala anterior amb el fons de color taronja amb diverses taques negres i venes negres prop del marge. Revers de l'ala posterior amb diverses bandes formades per taques blanquinoses o groguenques sobre fons ataronjat.

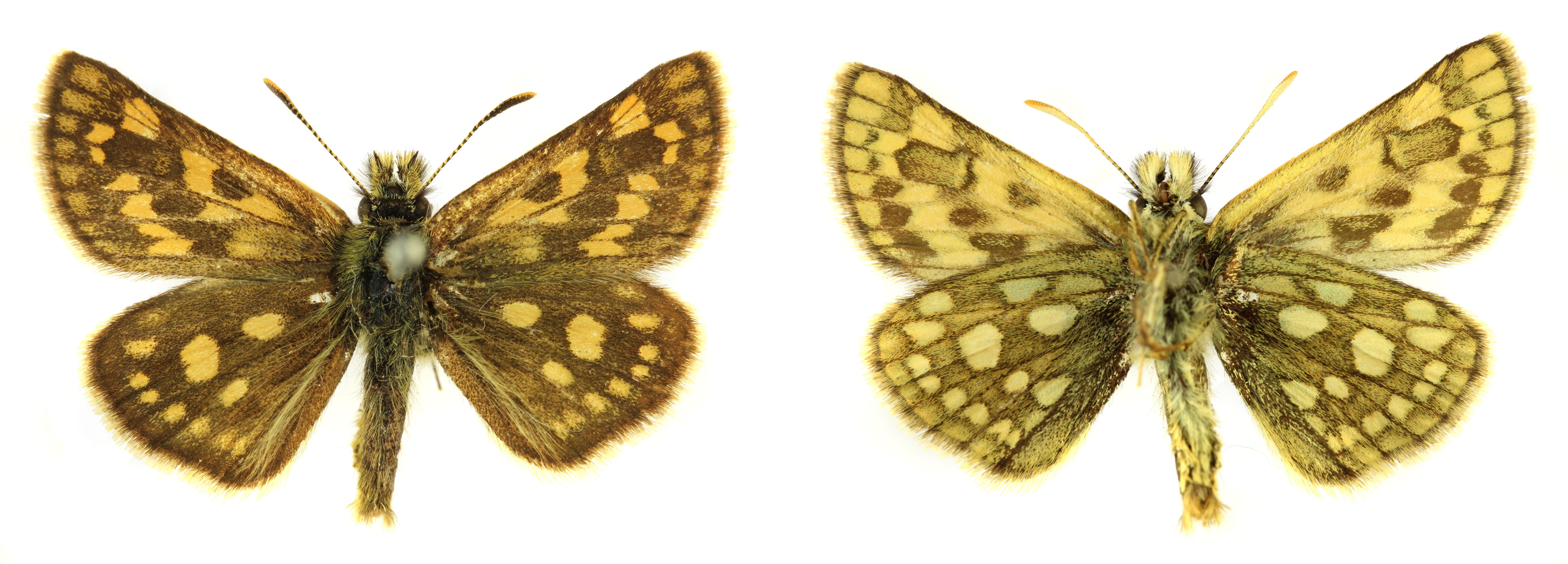
Anvers i revers d'un adult

## Hàbitat
Llocs herbosos i frescos prop d'ambients forestals i de cursos d'aigua, com ara clarianes, prats i vores de pistes, tant en sòls àcids com calcaris. Rang altitudinal des dels 200 m fins als 1600 m. L'eruga s'alimenta de diverses gramínies, com ara Molinia caerulea, Calamagrostis epigejos, Brachypodium sylvaticum, B. pinnatum, Bromus ramosus, Dactylis glomerata, Alopecurus pratensis, Phleum pratense i Poa trivialis.

## Període de vol i hibernació
Vola en una generació entre mitjans de maig i juny en localitats situades a baixa alçada, mentre que en la part alta del seu rang altitudinal vola al juliol. Hiverna com a eruga.

## Comportament i particularitats biològiques
Els mascles d'aquesta espècie són molt territorials i efectuen vols curts des de la seva perxa. Les femelles ponen els ous individualment a la superfície de les fulles de les seves plantes nutrícies. Les erugues s'alimenten en un conducte tubular construït a partir de les fulles de les plantes nutrícies tot ajuntant-ne les vores i fixant-ne els extrems amb seda.

## Conservació
A Catalunya, es tracta d'una papallona amb una distribució molt reduïda. Les principals amenaces són l'alteració o destrucció de les pastures i prats alpins que formen el seu hàbitat, així com la captura d'adults per al col·leccionisme. Per aquests motius, està inclosa al Catàleg de fauna salvatge autòctona amenaçada i de mesures de protecció i de conservació de la fauna salvatge autòctona protegida, en la categoria En perill d'extinció.

## Galeria

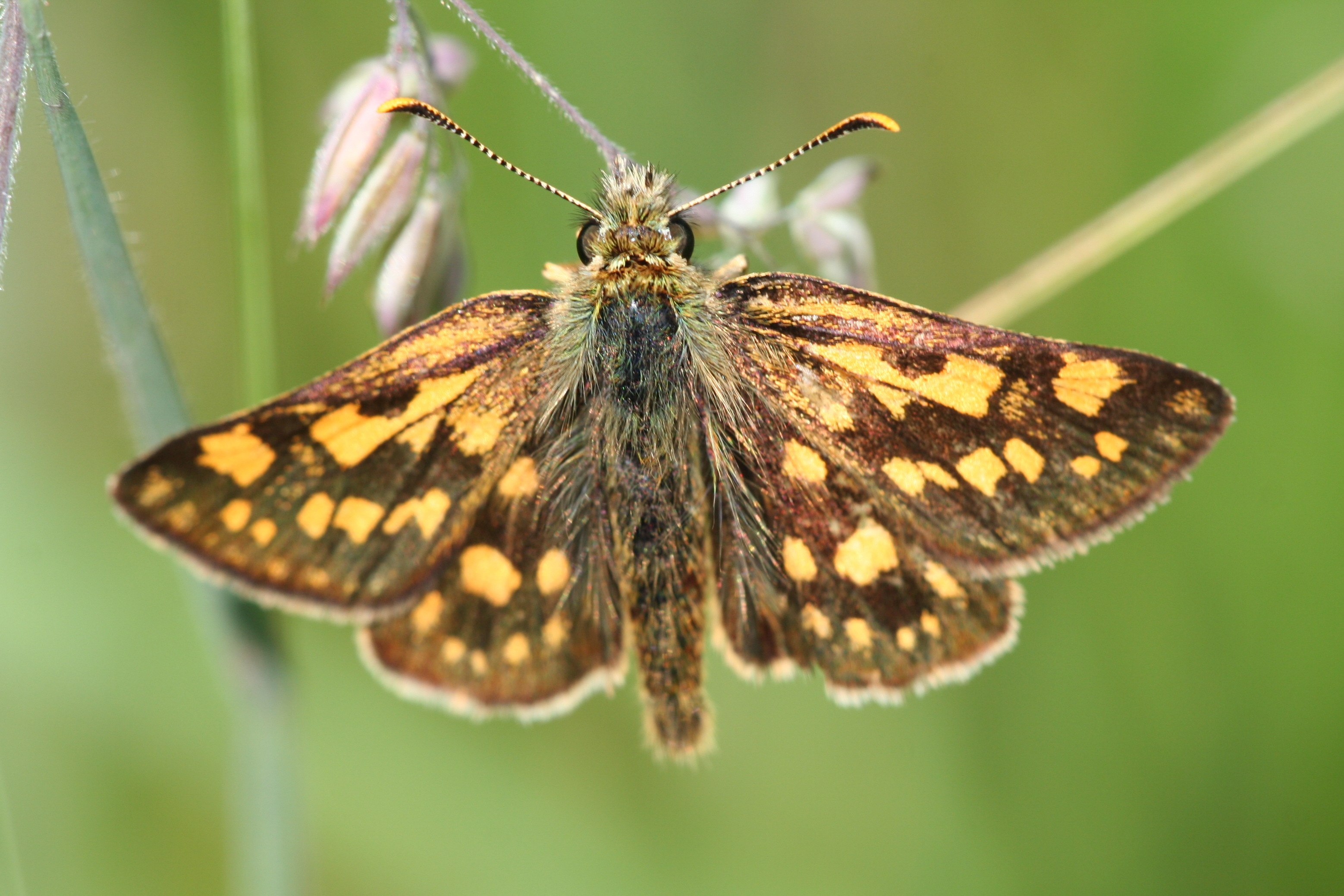
Anvers d'un adult
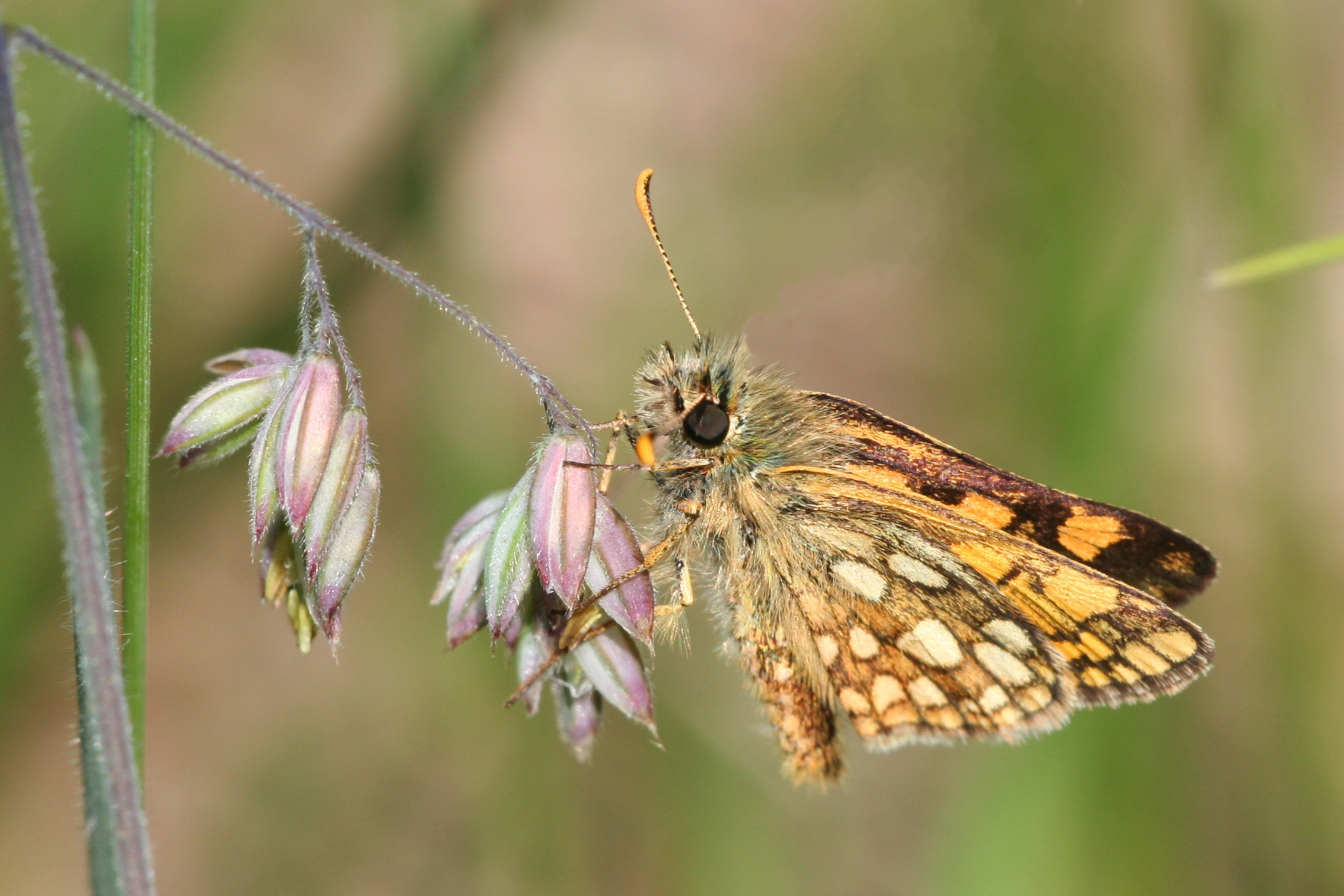
Revers d'un adult
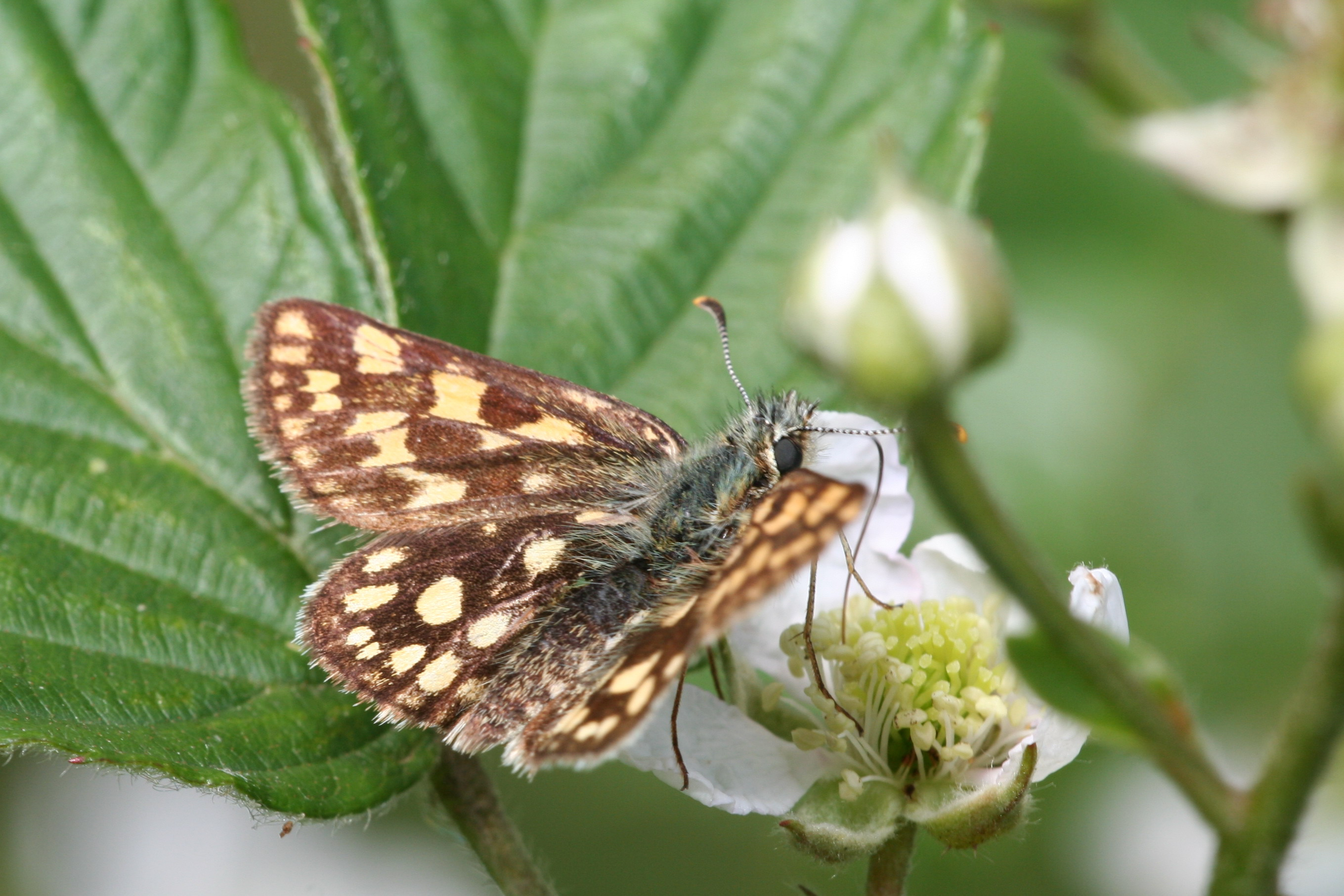
Adult alimentant-se
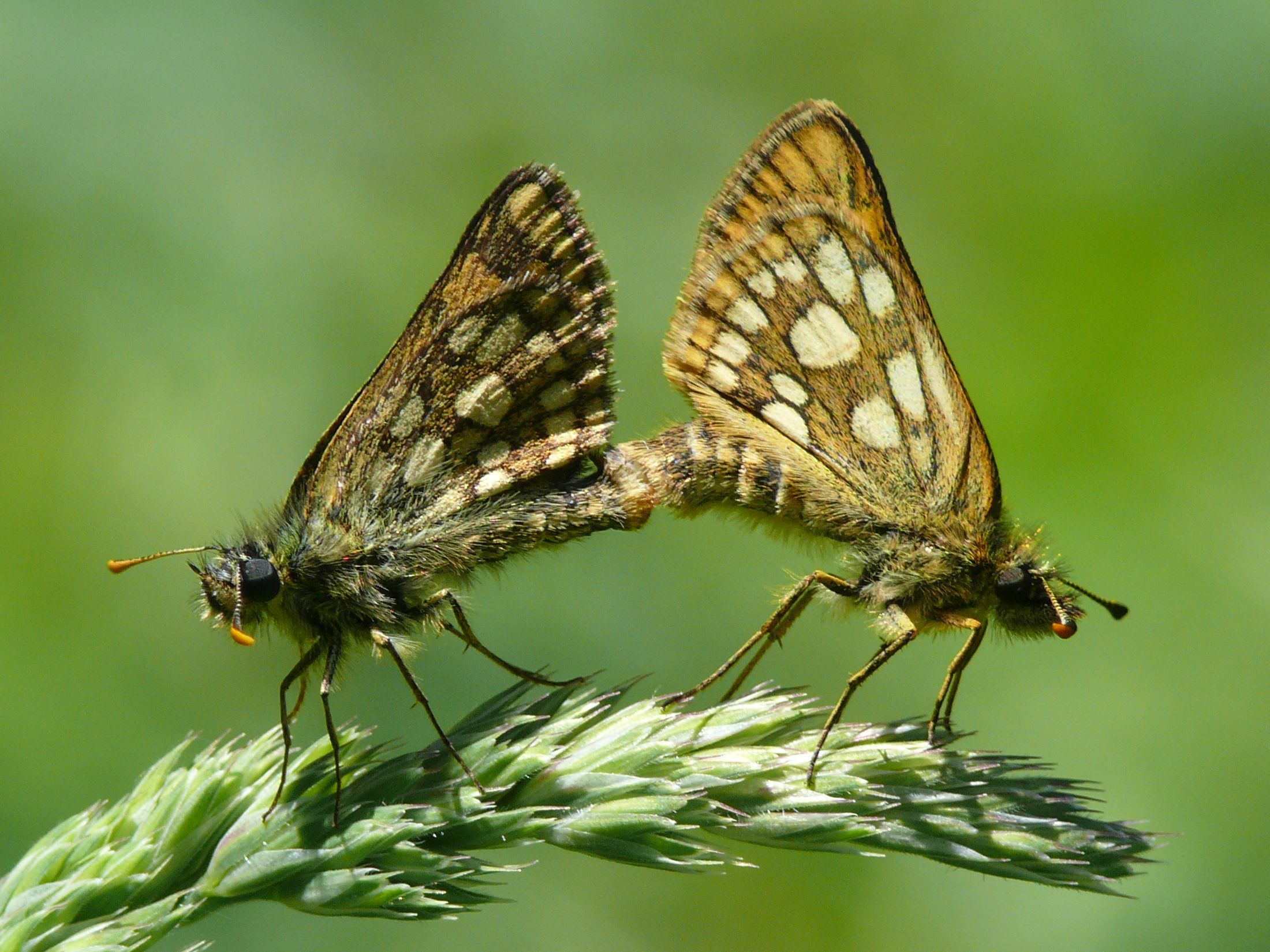
Aparellament